# 38e corps de réserve (Empire allemand)
Le 38e corps de réserve est une grande unité (corps d'armée) de l'armée impériale allemande qui a combattu pendant la Première Guerre mondiale. Créé en décembre 1914, il est connu à partir d'avril 1915 sous le nom de Beskidenkorps (corps des Beskides). Il fait la plus grande partie de la guerre sur le front de l'Est avant d'être transféré en octobre 1917 sur le front de l'Ouest où il reprend sa première appellation.

## Historique

### Front de l'Est

#### 1914-1915

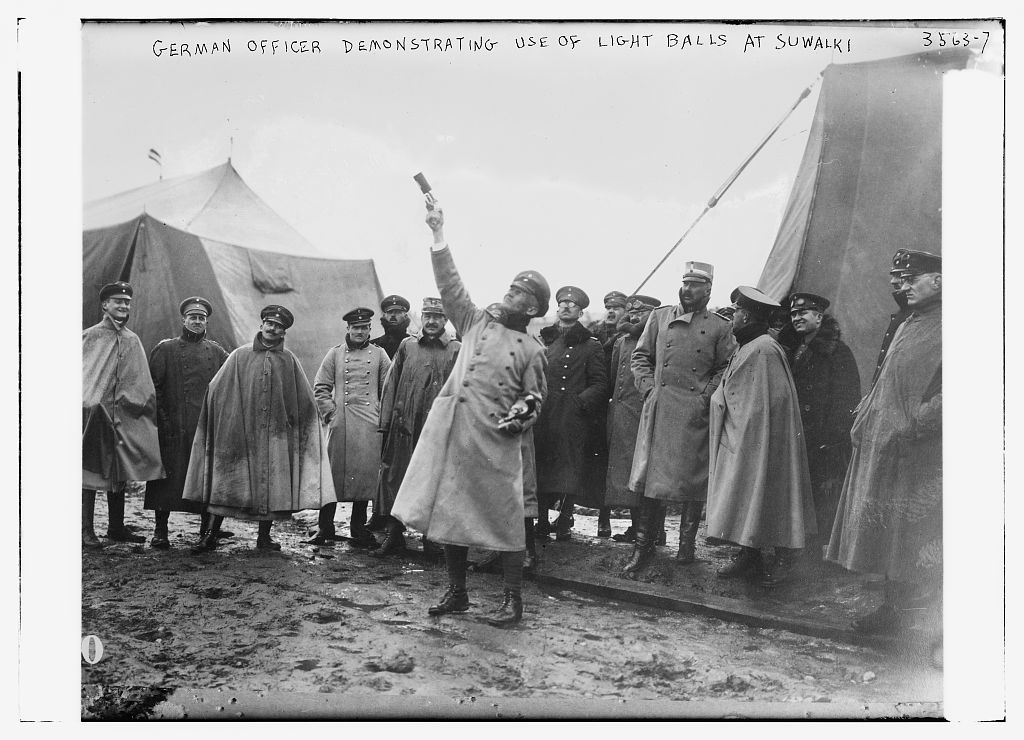
Officier allemand faisant une démonstration de fusées éclairantes à Suwałki, 1914-1918.

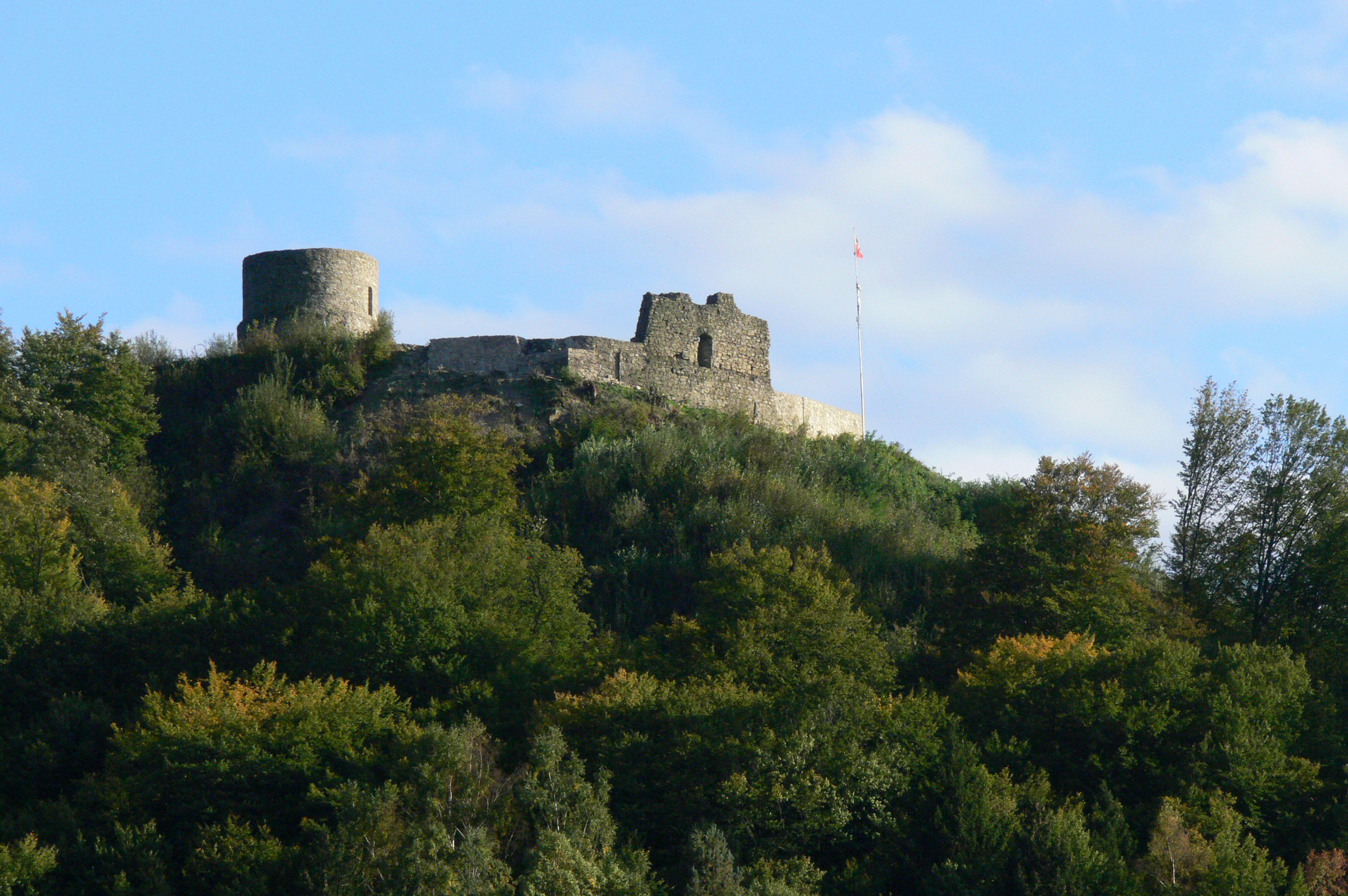
Château de Rytro dans le, 2009.

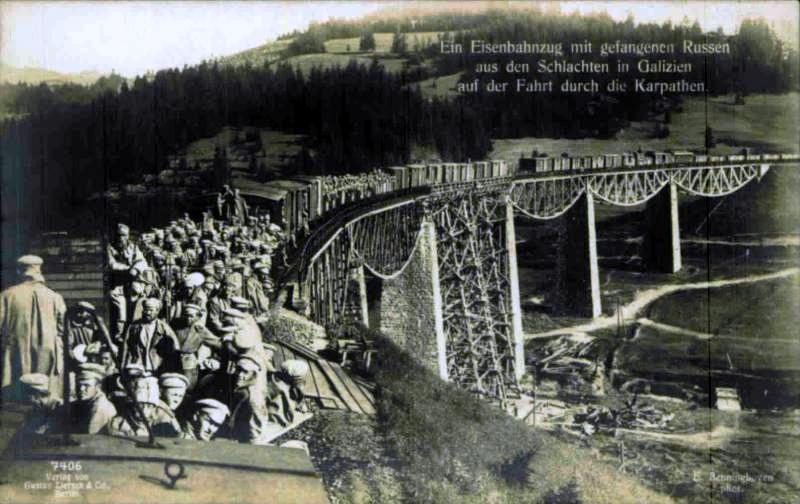
Train de prisonniers russes dans les Carpates, 1915.

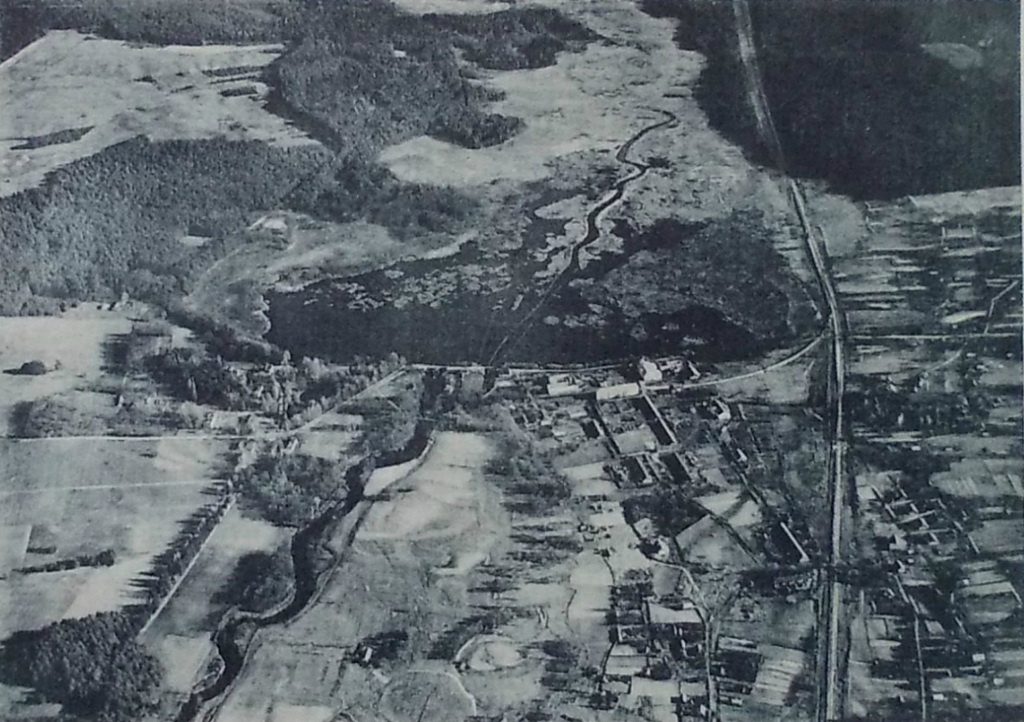
Photographie aérienne de Slonim, 1915-1918.

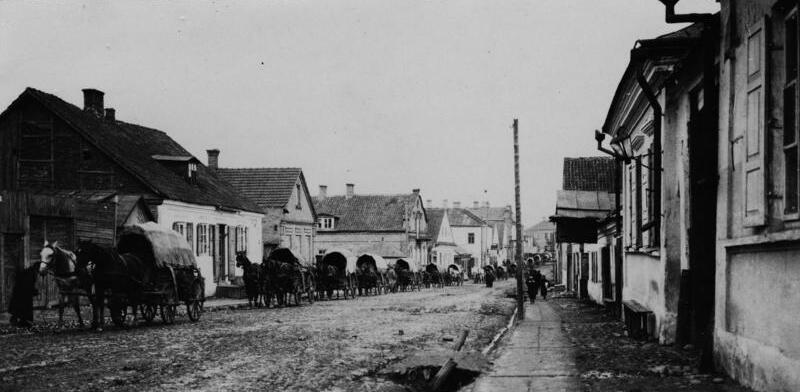
Convoi hippomobile de l'armée allemande à Slonim, 1916.

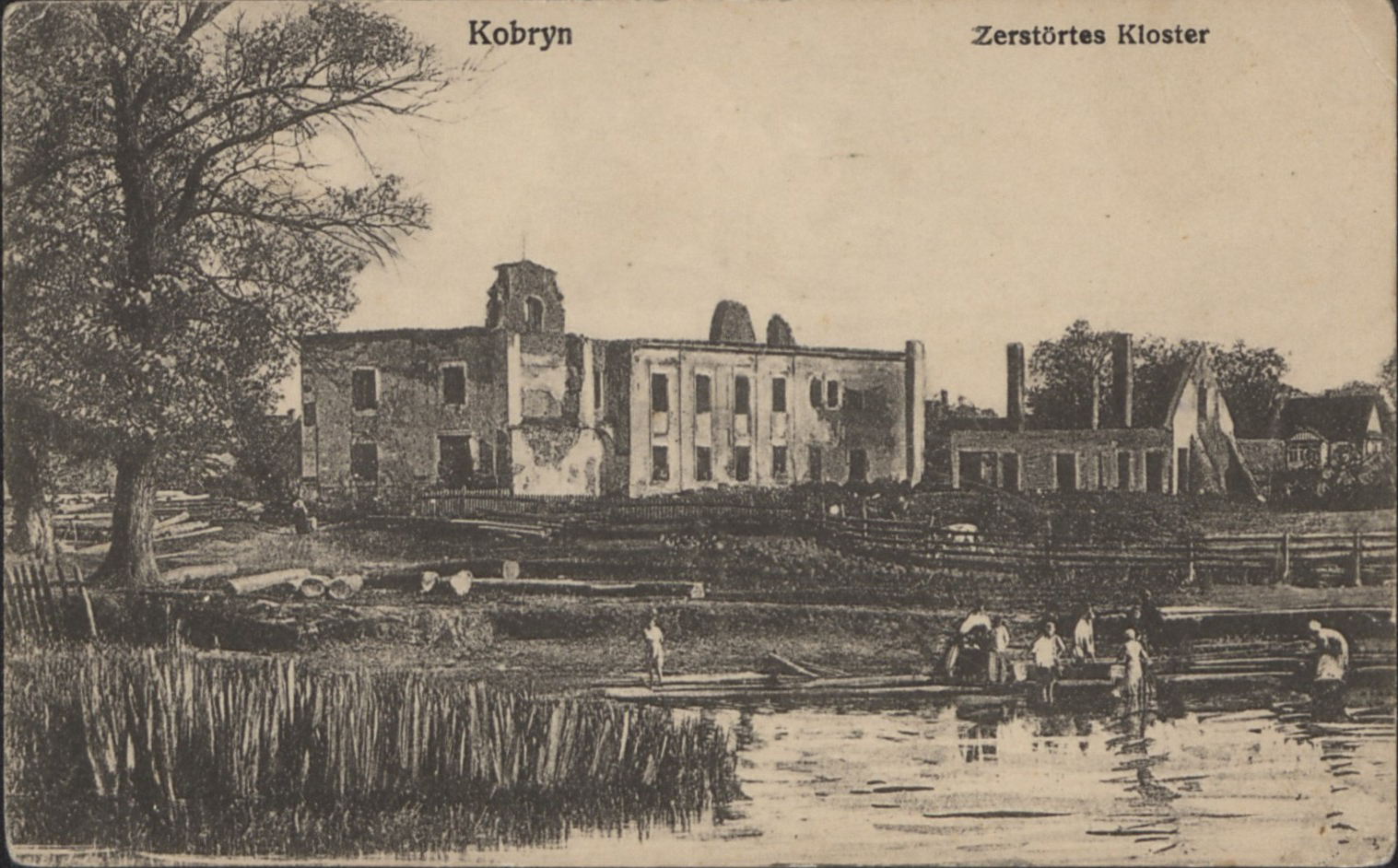
Monastère détruit à Kobryn, v.1915-1918.

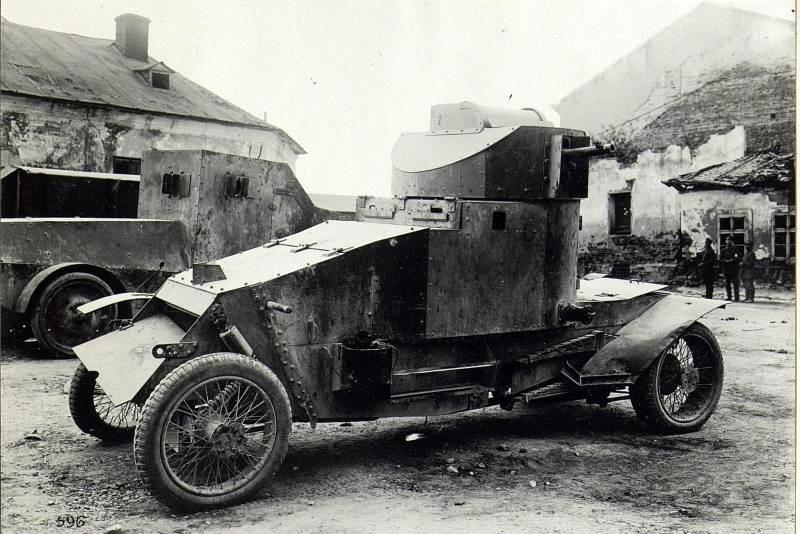
Deux autos blindées russes capturées à Zolotchiv, v.1917.

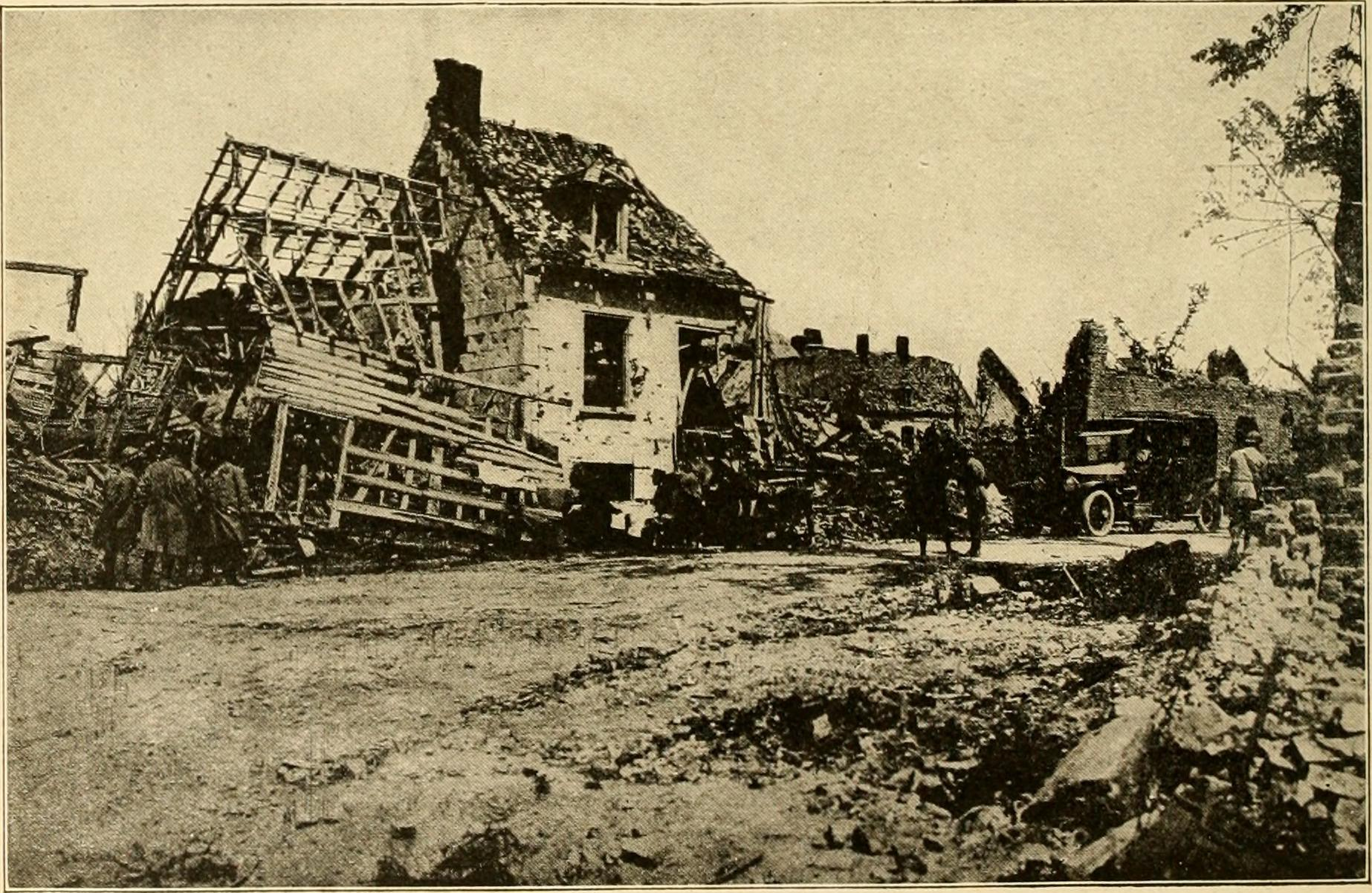
Montdidier (Somme) en 1918.

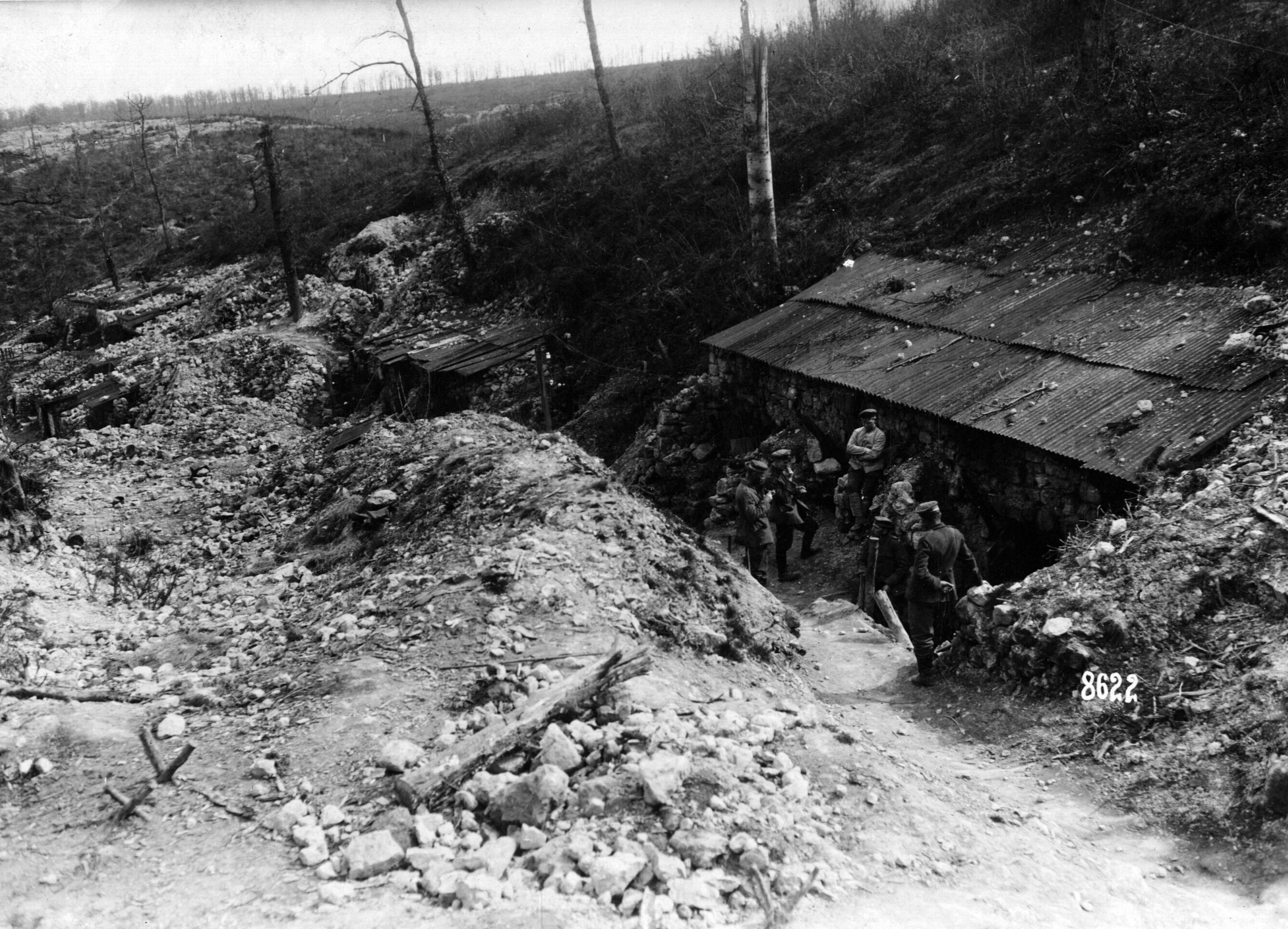
Position allemande dans l'Argonne, v. 1917-1918.

Le 38e corps de réserve est créé en décembre 1914 et envoyé en opérations à partir de janvier 1915, sous le commandement de Georg von der Marwitz. Il est rattaché à la 10e armée en province de Prusse-Orientale. Il comprend alors les unités suivantes :
- 75e division de réserve (Max von Seydewitz)
  - 75e brigade d’infanterie de réserve
  - 75e brigade d'artillerie de campagne de réserve
  - 75e détachement de cavalerie de réserve
  - 75e compagnie de pionniers de réserve
- 76e division de réserve (Hugo Elstermann von Elster)
  - 76e brigade d’infanterie de réserve
  - 76e brigade d'artillerie de campagne de réserve
  - 76e détachement de cavalerie de réserve
  - 76e compagnie de pionniers de réserve
- 2e, 3e et 4e escadrons mobiles du 1er corps d'armée
- 38e bataillon d'artillerie à pied

Sa composition est modifiée plusieurs fois par la suite.
Il participe à la seconde bataille des lacs de Mazurie (7 janvier - 22 février 1915) où il perce les lignes russes à Suwałki et contribue à encerclement d'un corps de la 10e armée russe. Jusqu'à la fin de mars, il livre des combats de position sur la rivière Biebrza.
Le 1er avril 1915, il est détaché de la 10e armée et envoyé dans le massif des Beskides, en Galicie, pour soutenir l'armée austro-hongroise. Il reçoit alors le nom de corps des Beskides (Beskidenkorps). Il est constitué de deux nouvelles divisions :
- 25e division de réserve (Thaddäus von Jarotzky)
- 35e division de réserve (Max Philipp von Schmettau)

Le Beskidenkorps est envoyé pour secourir le Xe corps austro-hongrois menacé d'effondrement par l'offensive de l'armée russe qui s'était emparé de Medzilaborce (en Slovaquie actuelle). Son commandant,Hugo Meixner von Zweienstamm (hr), avait vainement demandé à l'état-major austro-hongrois la permission de battre en retraite : le chef d'état-major Franz Conrad von Hötzendorf avait répondu en le démettant de ses fonctions et en confiant le commandement à son ancien adjoint, Joseph Krautwald von Annau (de). Svetozar Borojević von Bojna, chef de la 3e armée austro-hongroise, accepte de placer ce qui reste du Xe corps sous les ordres de Marwitz. Le corps allemand arrive en ligne le 4 avril, jour du Dimanche de Pâques, juste à temps pour empêcher la débâcle de la 34e division qui s'accroche à la crête des Beskides. La contre-attaque du Beskidenkorps ramène les Russes à leur ligne de départ.
Le corps allemand, maintenu en un bloc unique, vient s'intercaler entre la 3e armée austro-hongroise (Svetozar Borojević von Bojna) et la 2e armée austro-hongroise (Eduard von Böhm-Ermolli) dans le secteur de Medzilaborce, le long du chemin de fer de Michaľany à Zagórz. Il mène une attaque locale vers Lesko, contribuant à faciliter la percée de la 11e armée allemande vers Sanok.
Le 7 juin, avec la 11e division bavaroise, il participe à une opération dans le massif du Beskid Sądecki (en) pour dégager le XVIIe corps austro-hongrois (Karl Křitek).
Au début de juillet, le corps est rattaché au groupe d'armées von Mackensen, avec la 11e armée allemande et la 4e armée austro-hongroise, et participe à l'offensive du Boug qui permet, en juillet-août, de repousser les Russes vers le Boug. Le 8 juillet, le Beskidenkorps, augmenté de la 4e division d'infanterie allemande, est rattaché à la nouvelle armée du Boug (général Alexander von Linsingen). Le 21 juillet, le commandement du Beskidenkorps est transmis à titre temporaire à Max Hofmann. Le corps combat autour de Chełm contre la 3e armée russe : les Allemands prennent la ville le 31 juillet.
Tandis que le reste de l'armée du Boug traverse la rivière à Włodawa et continue son avance vers l'est, le Beskidenkorps, aux côtés du VIe corps austro-hongrois (Arthur Arz von Straußenburg) et du 22e corps de réserve allemand (Eugen von Falkenhayn (de)), prend part au siège de Brest-Litovsk. La forteresse est prise le 25 août. Le Beskidenkorps continue la poursuite de l'ennemi vers les marais du Pripiat, aux côtés du 24e corps de réserve allemand (Friedrich von Gerok), et s'empare de Kobryn le 29 août.
Le Beskidenkorps est ensuite rattaché à l'Armeegruppe du général Remus von Woyrsch. Il combat autour de Slonim. Le 8 octobre, Max Hofmann est titularisé comme chef de corps et prend pour chef d'état-major le lieutenant-colonel von Lettow-Vorbeck.

#### 1916-1917
Pendant l'année 1916, le Beskidenkorps livre une guerre de position entre le cours supérieur de la Chtchara et le Servetch. En juin 1916, il comprend les unités suivantes :
- 35e division de réserve (Ernst Heinrich von der Becke)
- 47e division de réserve (Alfred von Besser)

En juillet 1916, lors de l'offensive russe de Baranavitchy, il fait face à la 3e armée russe (Leonid Lech (en)) qui tente de déborder les positions de l'Armeeabteilung Woyrsch. Le 23 septembre 1916, Manfred von Richthofen est nommé chef de corps par intérim.
En juillet 1917, le prince Léopold de Bavière, commandant en chef du front de l'Est, ordonne de renforcer le secteur de Galicie pour faire face à l'offensive Kerenski. Le 51e corps allemand est envoyé en soutien de la 3e armée austro-hongroise (Karl Křitek), en difficulté face à la 11e armée russe. Le Beskidenkorps est déplacé vers le saillant de Zolotchiv et rattaché au groupe d'assaut Winckler dépendant de l'armée du Sud (Felix von Bothmer) pour prendre part à part à l'offensive de Ternopil (de), destinée à briser les dernières forces de l'armée russe. Le Beskidenkorps comprend les unités suivantes :
- 96e division d'infanterie saxonne (Friedrich von der Decken)
- 223e division d'infanterie (Georg Mühry (de))[2].

L'armée russe en débâcle est repoussée jusqu'à l'ancienne frontière. Du 31 juillet au 2 août, le corps fait face à une dernière contre-offensive russe autour de Houssiatyn avant de s'établir dans une guerre de position entre le Zbroutch et le Siret.

### Front de l'Ouest

#### 1917-1918
Au milieu d'octobre, le commandement du Beskidenkorps est transféré sur le front de l'Ouest, en Lorraine, entre la Meuse et la Moselle. Reconstitué avec de nouvelles unités, il prend le nom de groupe Gorze. Il est rattaché au Détachement d'armée C (Georg Fuchs), à l'aile gauche du groupe d'armées commandé par le Kronprinz.
Le 27 janvier 1918, le général Max Hofmann reprend le commandement du corps. Le 8 mai, celui-ci retrouve son ancien nom de 38e corps de réserve. Il est alors rattaché à la 18e armée (Oskar von Hutier).
Le 9 juin, le corps participe à l'offensive du Matz en direction de Noyon. Il s'empare des collines de Ribécourt et résiste à une contre-attaque française, ce qui vaut au général Hofmann, le 9 juillet, la croix Pour le Mérite avec feuilles de chêne. Le corps comprend alors les unités suivantes :
- 11e division d'infanterie (Günther von Etzel)
- 202e division d'infanterie (Gustav Wilhelm Hoebel)
- 9e division de réserve bavaroise (de) (Eugen von Clauß (de))

Le 2 août 1918, Max Hofmann doit se retirer pour raisons de santé. Il remet le commandement par intérim à Arthur von Lüttwitz. Au début d'août, le corps est en position entre l'Oise et l'Aisne. Il comprend les unités suivantes :
- 53e division de réserve (Max Leuthold (de))
- 14e division d'infanterie (Fritz von Verden)
- 222e division d'infanterie (Fritz von Triebig)

Arthur von Lüttwitz est titularisé le 15 septembre, au début de l'offensive alliée des Cent-Jours qui oblige les Allemands à se replier vers la Meuse. Le corps s'efforce de tenir ses positions lors de l'offensive Meuse-Argonne et combat jusqu'à la fin de la guerre.

## Chefs de corps
| Grade                  | Nom                                  | Date                               |
| ---------------------- | ------------------------------------ | ---------------------------------- |
| General der Kavallerie | Georg von der Marwitz                | 24 décembre 1914 - 20 juillet 1915 |
| Generalleutnant        | Max Hofmann (par intérim)            | 21 juillet - 7 octobre 1915        |
| Generalleutnant        | Max Hofmann (titulaire)              | 8 octobre- 22 septembre 1916       |
| General der Kavallerie | Manfred von Richthofen (par intérim) | 23 septembre - 19 novembre 1916    |
| General der Infanterie | Max Hofmann                          | 27 janvier - 2 août 1918           |
| Generalleutnant        | Arthur von Lüttwitz (par intérim)    | 3 août - 14 septembre 1918         |
| Generalleutnant        | Arthur von Lüttwitz (titulaire)      | 15 septembre - 15 novembre 1918    |

### Sources et bibliographie
- (de) Cet article est partiellement ou en totalité issu de l’article de Wikipédia en allemand intitulé « XXXVIII. Reserve-Korps (Deutsches Kaiserreich) » (voir la liste des auteurs) dans sa version du 16 juin 2018.
- Prit Buttar, Germany Ascendant: The Eastern Front 1915, Osprey, 2017
- Prit Buttar, The Splintered Empires: The Eastern Front 1917–21, Osprey, 2017